# Hesperocharis emeris
Hesperocharis emeris är en fjärilsart som först beskrevs av Jean Baptiste Boisduval 1836.  Hesperocharis emeris ingår i släktet Hesperocharis och familjen vitfjärilar. Inga underarter finns listade i Catalogue of Life.